# Orgyia septentrionalis
Orgyia septentrionalis är en fjärilsart som beskrevs av Ranguow 1935. Orgyia septentrionalis ingår i släktet fjädertofsspinnare, och familjen tofsspinnare. Inga underarter finns listade i Catalogue of Life.